# Ligne
Pour les articles homonymes, voir Ligne (homonymie).
La notion de ligne dérive de l'instrument qui la matérialise : cordeau, fil à plomb ; dans la marine, une ligne reste un câble de très faible diamètre. Une ligne relie deux objets. La marine a probablement légué au télégraphe le nom de la ligne tendue entre des poteaux par où passe le signal électrique, d'où dérive la théorie de la ligne de transmission.
La géométrie définit par abstraction depuis l'Antiquité la ligne comme une longueur dépourvue de largeur, ce qui permet de caractériser numériquement chaque ligne par une équation dans un repère cartésien.
L'usage artistique donne à la ligne un double sens. Elle peut se confondre avec le trait, obtenu avec un instrument comme le crayon, le pinceau, ou le tire-ligne ; en d'autre occasions, elle a un sens abstrait, comme le contour en dessin et les nombreuses lignes que définit l'architecture. La critique d'art peut appeler « ligne », par synecdoque, un style graphique comme la ligne claire.
L'écriture sur un tableau vertical donne une opposition entre ligne horizontale et colonne verticale. Dans l'usage militaire et dans un plan horizontal, la ligne est transversale alors que la colonne est pénétrante.

## Lignes matérielles
La notion de ligne dérive des instruments matériels qui déterminent des lignes.
Une ligne, dans la marine, est un petit cordage : ligne d'amarrage, de loch, de pêche. Cet usage n'est pas spécifique ; les rapports du cordeau et du fil à plomb avec la ligne droite datent de l'Antiquité.

## Géométrie
En géométrie, Euclide définit la  ligne comme « une longueur sans largeur ». En géométrie, on ne s'intéresse en général qu'à des lignes susceptibles d'une définition abstraite comme :
- la ligne droite ou simplement droite qui est la ligne la plus courte qui puisse exister entre deux points ;
- la ligne courbe ou simplement courbe comme :
  - les coniques, représentant l'intersection d'un plan et d'un cône,
  - les spirales, les hélices.

### Géométrie analytique
La géométrie analytique étudie les lignes définies par une équation entre les coordonnées de leurs points. Une ligne se définit par une fonction f : un point de coordonnées P fait partie de la ligne si f(P) = 0. Les méthodes de l'algèbre peuvent dès lors s'appliquer à la géométrie.
Une ligne droite d'un plan se définit dans un repère cartésien par la fonction du premier degré {\displaystyle \mathrm {f} =\mathrm {a} x+\mathrm {b} y+\mathrm {c} }, où x et y sont les coordonnées.
La ligne peut se définir, par analogie avec le dessin, comme le lieu géométrique du déplacement d'un point. Cette conception engendre la définition de la courbe par une équation paramétrique dans l'espace muni d'un repère cartésien. L'idée de déplacement d'un point implique la notion de temps dans la définition de la ligne. On définit la courbe par la trajectoire d'un point en fonction d'un paramètre t.
Connaissant les coordonnées du centre, xC et yC et le rayon r, l'équation paramétrique en t du cercle dans un plan est
{\displaystyle {\begin{cases}x=x_{C}+r\cos t\\y_{P}=y_{C}+r\sin t\end{cases}}}
Des applications techniques comme la courbe de Bézier permettent d'étendre la méthode à toute sorte de ligne, en deux ou trois dimensions.
Une courbe de Bézier du troisième degré définit une courbe avec quatre points de contrôle P0, P1, P2, P3. Les coordonnées d'un point P de la courbe pour une valeur du paramètre t s'obtiennent par application de la fonction à chacune des coordonnées homologues, x, y… des points de contrôle :
{\displaystyle \mathrm {P} =(1-t)^{3}\,P_{0}+3(1-t)^{2}t\,P_{1}+3(1-t)t^{2}\,P_{2}+t^{3}\,P_{3}}
Pour t = 0, P = P0 et pour t = 1, P = P3. Les deux autres points déterminent la direction de la courbe au point extrême le plus proche et la persistance de cette direction avec la variation de t.
La définition paramétrique crée implicitement une « vitesse » de la courbe, écart entre deux points rapporté à une variation infinitésimale du paramètre, qui n'a généralement pas d'utilité.
En physique et en technologie on appelle linéaires les relations où les fonctions sont du premier degré, ce qui permet certaines facilités. Cette linéarité implique des représentations par des lignes droites, à l'exclusion de toutes autres.

## Unité de mesure
La ligne est une unité de mesure de longueur conçue durant le Moyen Âge, et encore utilisée dans l'horlogerie pour définir la taille des calibres.

## Arts

### La ligne et le trait
En dessin, on appelle ligne une trace d'instrument allongée et fine, voir tire-ligne (dessin technique). L'esthétique et la critique d'art donnent le plus souvent à la ligne une épaisseur qui permet l'expression de nuances, mais qui appartient plus proprement au trait.
Outre cet aspect matériel, le mot ligne s'emploie fréquemment dans son sens abstrait, géométrique. Notamment, la ligne  d'un objet est son contour ou son allure générale. En peinture la ligne n'est pas toujours un trait de crayon ou de pinceau, elle se trouve à la transition entre deux teintes ; elle existe abstraitement même si la limite est floue comme dans le sfumato. On parle aussi, de la même façon, des lignes de force d'une composition picturale graphique, alors que le spectateur imagine ces lignes qui en organisent la disposition à partir de ce qu'il croit savoir de la méthode de l'artiste.
À la limite entre géométrie et beaux-arts, la perspective se met en œuvre autour de lignes : ligne d'horizon, de fuite, d'aplomb.
On pousse la métonymie plus loin quand la ligne désigne un style, comme la ligne claire en bande dessinée. Une série télévisée d'animation italienne diffusée à partir de 1971 s'intitule ainsi La Linea.

### Esthétique
Dans les beaux-arts, la querelle du coloris a opposé, du XIVe siècle au XIXe siècle au moins et dans l'Europe entière, les partisans de la primauté de la ligne, au sens de contour, et ceux qui préféraient le clair-obscur et la couleur. 
Au milieu du XVIIIe siècle, William Hogarth, dans L'Analyse de la beauté investit la ligne serpentine d'une valeur esthétique supérieure, accueilli avec scepticisme, mais traduit en français dès 1805.
En France, l'éloge d'Ingres montre la méfiance dans lequel on tient les enseignements basés sur la ligne : « nul n'a su comme lui vivifier et poétiser cette chose si froide qui s'appelle la ligne ».
À la fin du XIXe siècle, Henry Van de Velde construit sur la ligne-force une théorie de la Beauté. À cette époque, l'Art nouveau répudie la ligne droite au profit de courbes inspirées du végétal.
Le canon de beauté de l'Europe contemporaine veut des corps sveltes, « dessinés », et on exprime cette exigence par l'expression « avoir la ligne ». Le mot ligne acquiert ainsi une acception nouvelle, plus lié aux esthéticiens qu'aux esthètes. 

### Lignes du dessin
Une ligne brisée  est un tracé continu composé de segments de droite. En informatique, une polyligne est un tracé continu composé d'une suite de segments de droite, tandis qu'une spline est composée de courbes polynomiales, souvent des courbes de Bézier.
La représentation des contours seuls présentant souvent insuffisamment le relief, les graveurs ont ajouté des réseaux de lignes comme les hachures, pour donner une impression de la bosse. Pour plus de précision, les cartes présentent des lignes de niveau dites aussi courbe de niveau, et plus généralement isoplèthes, quand elles figurent une grandeur différente de l'altitude. La ligne de flottaison d'un navire, qui sépare la partie immergée de la partie émergée quand la coque est dans son assiette normale, est une ligne de la même espèce.

### Musique
Par métonymie, en musique, la ligne mélodique, dite aussi contour mélodique est la succession des hauteurs relatives des notes d'une mélodie.

## Topologie
Le système d'écriture en lignes s'oppose à celui en colonnes. Une ligne de texte est une unité pratique pour indiquer la quantité.
En imprimerie, on compose le texte par lignes, voir linotype (« line of type »), justification (typographie).
Dans la tactique militaire ancienne, une ligne est ligne est une formation de soldats disposés face à l'adversaire sans interruption, tandis qu'une colonne, aussi plus mobile, se déplace dans le sens de sa plus petite dimension. De cette distinction découle la dénomination, courante jusqu'à la Première Guerre mondiale, d'infanterie de ligne, par opposition aux chasseurs, aux tirailleurs et à l'infanterie de forteresse. Une ligne peut être aussi un ensemble de fortifications comme la ligne Maginot.